# Rorippa mexicana
Rorippa mexicana là một loài thực vật có hoa trong họ Cải. Loài này được (DC.) Standl. & Steyerm. miêu tả khoa học đầu tiên năm 1944.